# Гордан Босанац
Гордан Босанац (Загреб, 18. септембар 1973) хрватски је политичар и посланик у Европском парламенту.

## Биографија
Дипломирао је као магистар физике на Природословно-математичком факултету Свеучилишта у Загребу 1999. године. Године 2004. завршава мастер на одсеку за људска права на Универзитетском колеџу у Лондону. 
Босанац је своју каријеру започео као научни истраживач на Институту Руђер Бошковић. Од 2000. до 2019. године радио је као директор програма, а касније и као главни аналитичар у Центру за мировне студије, фокусирајући се на права ЛГБТ особа, миграције, владавину права и безбедност. Од 2018. до 2020. године радио је и као слободни консултант, саветујући организације о људским правима, стратегији и комуникацији. 
Босанац је 2019. године суоснивач политичке платформе Можемо. На локалним изборима 2021. године изабран је у градску скупштину града Загреба. На парламентарним изборима 2024. године, Босанац је изабран за посланика у Хрватском сабору. Међутим, он је поднео оставку након избора за Европски парламент да би преузео улогу посланика у Европском парламенту. Као посланик у Европском парламенту, ради у Комитету за регионални развој.